# Franz Carl Stradal
Carl Stradal (* 7. November 1847 in Teplitz, Nordböhmen; † 10. Juli 1901 ebenda) war ein böhmischer Rechtsanwalt und Präsident der Aussig-Teplitzer Eisenbahn.

## Leben

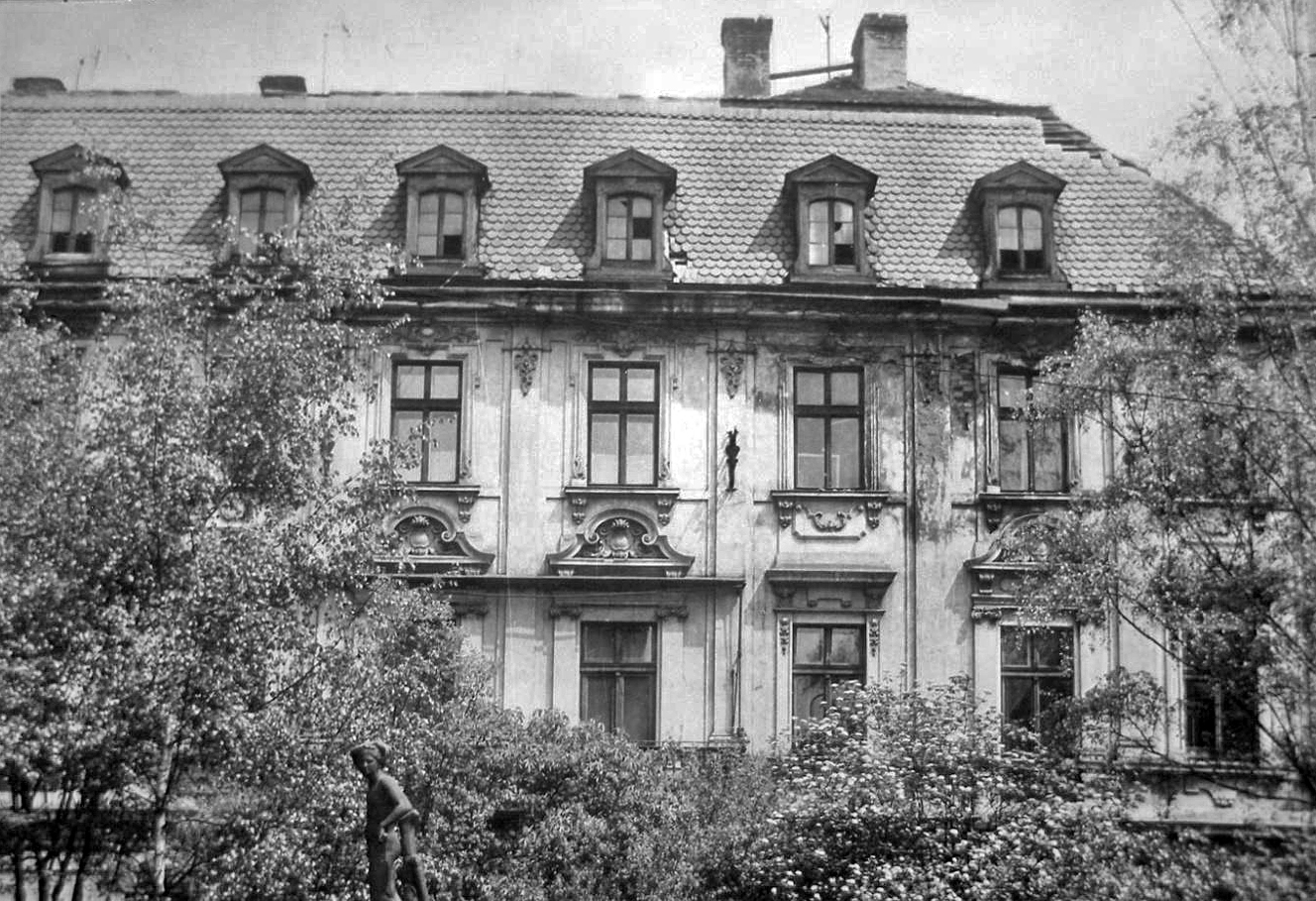
Villa Stradal, errichtet 1900 für Franz Carl Stradal

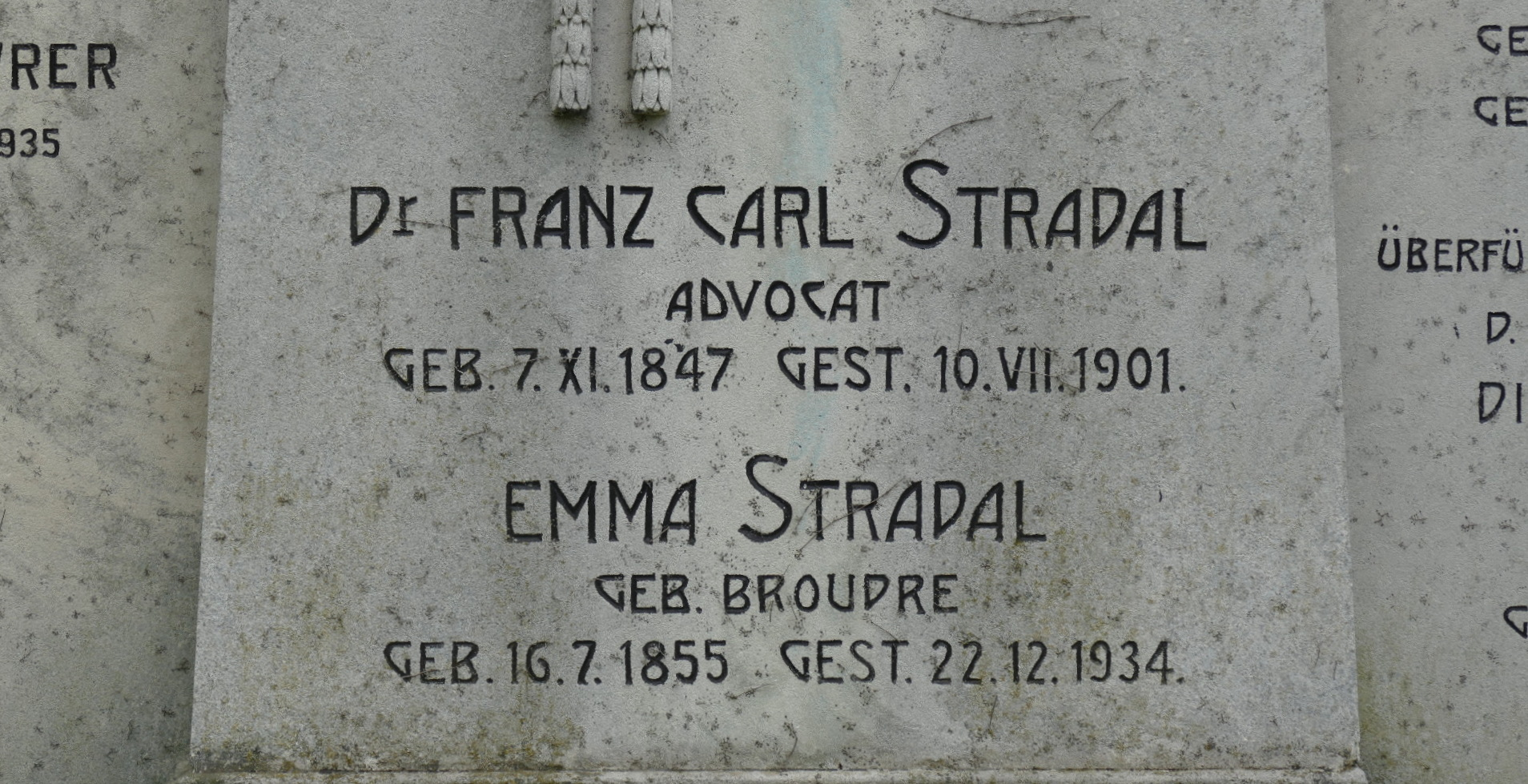
JUDr. Franz Carl Stradal Grab

Stradal wurde als erstes Kind von sechs Geschwistern in Teplitz geboren, Sohn des Juristen Franz Joseph Stradal und der Maria Anna Johanna Stradal geb. Daublebsky von Sterneck. Sein Vater verstarb 1879 bei einem Unfall im Chiemsee. Sein Bruder war der Klaviervirtuose August Stradal.
Stradal studierte an der Universität Leipzig Rechtswissenschaft und wurde 1866 im Corps Guestphalia Leipzig recipiert.
Im Jahr 1879 heiratete er in Teplitz Emma Broudre (Broudré), eine Tochter von Emanuel Broudré (Broudre) (* 1814 Saaz; † 1879 Prag), Kaiserlicher Rat, Großkaufmann, Beisitzer des k.k. Handelsgerichtes in Prag. Emanuel ist ein Onkel des JUDr. Franz Max Broudre in Saaz.
Aus der Ehe mit Stradal gingen sechs Kinder hervor (Franz, Emantel,August, Ella, Karl, Hannchen). Sein Sohn Carl H. Stradal (1885–1949), ebenfalls Jurist, ehelichte eine Tochter des Feldmarschallleutnants und Kommandanten des k.u.k. Infanterieregiment „Erzherzog Rainer“ Nr. 59 Victor Ritter Meduna von Riedburg und Langenstauffen-Pyllwitz (* 1847 Josefstadt, Krs. Königgrätz, Kaisertum Österreich;† 1924 Teplitz, Tschechoslowakei). Stradal's Ehefrau Emma ist die Schwester von Anna Zietkiewicz geb. Broudre (1852–1873), Ehefrau des Generalmajors Alfred von Zietkiewicz (1843–1906).
Stradal wurde am 12. Juli 1901 und seine Ehefrau Emma Broudre, die sich viele Jahre als Obmännin der Frauenortsgruppe Teplitz bewährte († 1934), neben ihrem Ehemann beigesetzt. Zahlreiche Beileidsbekundungen über das Ableben und Verlustes wurden 1901 in Zeitungen veröffentlicht. Das Familiengrab Stradal/Broudre wird heute (2019) noch gepflegt.